# Silja Lésny
Silja Lésny, geborene Gerda Lésny, (* 11. Dezember 1923 in Hamburg; † vermutlich 24. Juli 2010 in Berlin) war eine deutsche Schauspielerin und Tänzerin mit vermutlich indonesischen und französischen Wurzeln. Sie wurde in einigen asiatischen Frauenrollen besetzt.

## Leben
Lésny kam als Tochter einer Kassiererin in Hamburg zur Welt. Über ihren Vater ist nichts bekannt; Lésny gab selbst an, dass er ein javanischer Arzt gewesen sei, und bezeichnete ihre Mutter in späteren Jahren als französische Sängerin, Tänzerin oder Schauspielerin. Auch ihr Alter hielt sie geheim. Nach einer kaufmännischen Ausbildung nahm Lésny zunächst Tanzunterricht, musste das Tanzen aber aufgrund einer Arthroseerkrankung nach Ende des Zweiten Weltkriegs aufgeben und wechselte zur Schauspielerei. Nach kleineren Rollen an verschiedenen Hamburger Theatern, darunter unter Gustaf Gründgens auch am Hamburger Schauspielhaus, wechselte sie nach Berlin, wo sie Rollen am Schillertheater und Schlossparktheater übernahm.
Lésny kam Ende der 1940er-Jahre zum Film. Im Jahr 1949 spielte sie unter der Regie von Wolfgang Staudte eine kleine Rolle in dem Film Schicksal aus zweiter Hand. Staudte besetzte sie zudem in der Rolle der Prinzessin Amarza im Märchenfilm Die Geschichte vom kleinen Muck. Im Zuge des Aufstands vom 17. Juni 1953 floh sie aus der DDR zunächst nach England, wo sie bei Erich Fried unterkam, kehrte jedoch nach Deutschland zurück, um die Dreharbeiten für Die Geschichte vom kleinen Muck (1953) zu beenden. Während der Dreharbeiten nahm sie den Künstlernamen Silja Lésny an. Durch die Rolle der Prinzessin Amarza wurde sie bekannt. Es folgten Filmauftritte in der Bundesrepublik, wobei sie häufig exotische Frauenrollen übernahm. Zudem war sie als Synchronsprecherin aktiv.
Da sie an ihre Filmerfolge nicht anknüpfen konnte, reiste sie in den 1960er-Jahren als Assistentin des Archäologen Erich Boehringer zu Ausgrabungen nach Pergamon, Afrika und in die Türkei, die sie mit einem Freund bereiste. 
Im Jahr 1985 kehrte Lésny nach Deutschland zurück und ließ sich in München nieder. Sie trat mit literarischen Programmen auf und las Texte unter anderem von Bertolt Brecht, Stefan Heym und Erich Fried, mit dem sie seit der Londoner Zeit eine enge Freundschaft verband. Auch war sie als Märchenerzählerin aktiv und seit den 1990er-Jahren als Zeitzeugin in Filmgesprächen vor allem zum Thema Die Geschichte vom kleinen Muck gefragt. 
Lésny zog schließlich 2000 nach Berlin-Wilmersdorf. Hier arbeitete sie bis zu ihrem Tod nebenberuflich im Callcenter des Infas-Instituts, da ihre Rente nicht zum Leben reichte. Zudem war sie am Theater aktiv und spielte unter anderem Rollen am Jüdischen Theater. Zuletzt arbeitete sie an der Vorbereitung eines Soloprogramms über die Schauspielerin Asta Nielsen. Lésny verstarb 2010 völlig verarmt in Berlin; einen Teil der Beisetzungskosten übernahm Icestorm.

## Filmografie (Auswahl)
- 1949: Schicksal aus zweiter Hand
- 1952: Das Land des Lächelns
- 1953: Die Geschichte vom kleinen Muck
- 1956: Geliebte Corinna
- 1957: Montserrat (Fernsehfilm)
- 1958: Begegnung in Singapur (Fernsehfilm)
- 1959: Die schönste Blume (Fernsehfilm)